# Murina bicolor
Murina bicolor és una espècie de ratpenat de la família dels vespertiliònids. És endèmic de Taiwan. El nom específic, bicolor, es refereix a la diferència de color entre el ventre i l'esquena de l'animal.
M. bicolor apareix esporàdicament a altituds d'entre 400 i 3.200 msnm a l'illa de Taiwan. Es tracta d'un Murina de mida relativament gran, amb un avantbraç d'entre 37 i 42 mm. L'esquena és de color marró vermellós i la zona ventral és groga, tot i que alguns exemplars tenen taques de color groc bastant blanquinós en aquesta última. Les orelles són ovalades. Les ales s'acoblen a un punt proper del primer dit de cada peu. La membrana entre les potes posteriors és peluda a la part dorsal i nua a la part ventral, excepte a les regions properes al cos.